# Morpho portis
Morpho portis es una especie de lepidóptero ditrisio de la familia Nymphalidae y del género Morpho. Habita en regiones selváticas del centro-este de Sudamérica.

## Taxonomía y características
Morpho portis fue descrita originalmente en el año 1821 por el entomólogo alemán Jakob Hübner. 
Se la sitúa en el subgénero Cytheritis Le Moult & Réal, 1962, y dentro de él al grupo portis.
Subespecies
Esta especie se subdivide en 2 subespecies:
- Morpho portis portis Hübner, 1821.
- Morpho portis thamyris C. & R. Felder, 1867.

Características
Morpho portis mide hasta 120 mm. Dorsalmente es mayormente es azul-celeste brillante, con margen negro en banda o manchas y en este una mancha blanca en la parte central del margen anterior y puntos difusos del mismo color en el sector exterior. Ventralmente bajo un fondo marmolado marrón-castaño, muestra hileras de ocelos, líneas y marcas de un patrón críptido.

## Distribución geográfica
Morpho portis se distribuye en selvas del centro-este de Sudamérica. Se la encuentra en el este del Brasil, en los estados de: Minas Gerais, Espírito Santo, Río de Janeiro, São Paulo, Mato Grosso, Paraná, Santa Catarina, Río Grande del Sur.
También habita en el Paraguay, y en el nordeste de la Argentina, en la provincia de Misiones.

## Costumbres
Morpho portis es una mariposa grande, llamativa, de vuelo poderoso, lento, ondulante, a baja o media altura, con habituales planeos y bruscos aleteos, generalmente recorriendo senderos en sectores umbríos y húmedos de las selvas donde habita, no lejos de cañaverales. Se posa sobre frutos fermentados que caen al piso, o sobre excrementos. Al ser asustada se aleja de la amenaza hacia sectores densos volando rápida y erráticamente para desorientar a la fuente de peligro, aumentando la celada posándose de repente para quedar totalmente quieta y con las alas cerradas, confiando en su mimetismo alar ventral.
Las larvas u orugas de Morpho portis se alimentan de las hojas de bambúes, por ejemplo de los géneros Bambusa y Chusquea.